# عمران أحمد (سياسي)
عمران أحمد (بالبنغالية: ইমরান আহমেদ)‏ هو سياسي بنغلاديشي، ولد في 1948. حزبياً، نشط في رابطة عوامي. وقد انتخب عضو الدورة التاسعة لمجلس الأمة البنغلاديشي وقد انضم خلال فترته النيابية  للكتلة البرلمانية رابطة عوامي وانتخب عضو الدورة العاشرة لمجلس الأمة البنغلاديشي ‏ عن دائرة Sylhet-4 ‏ وقد انضم خلال فترته النيابية ‏  للكتلة البرلمانية رابطة عوامي وانتخب عضو مجلس الأمة البنغلاديشي ‏.